# 증평 남하리 사지
증평 남하리 사지(曾坪 南下里 寺址)는 충청북도 증평군 증평읍 남하리에 있는, 삼국시대부터 조선후기까지 이어져 온 사찰 터이다. 2018년 8월 24일 충청북도의 기념물 제167호로 지정되었다.

## 지정 사유
증평 남하리 사지는 마애불상군(유형문화재 제197호)과 삼층석탑(유형문화재 제141호)이 자리한 유적지로 지표조사 결과 제작시기를 삼국시대까지 소급해 볼 수 있는 당초문 암막새 등을 비롯하여 조선후기의 철화백자편이 출토되고 있어 삼국시대부터 조선후기까지 이어져 온 사찰임을 알 수 있다.
남하리 사지는 신라의 북진 교통로 상에 위치하는 것으로 당시 종교성 및 문화성을 잘 보여주고 삼국시대 중원지역의 역사와 문화를 밝히는데 매우 중요한 가치를 지닌다.

## 같이 보기
- 증평 남하리사지 삼층석탑 - 충청북도 유형문화재 제141호
- 증평 남하리사지 마애불상군 - 충청북도 유형문화재 제197호

## 참고 문헌
- 증평 남하리 사지 - 국가유산청 국가유산포털